# Invecchiamento della popolazione in Giappone

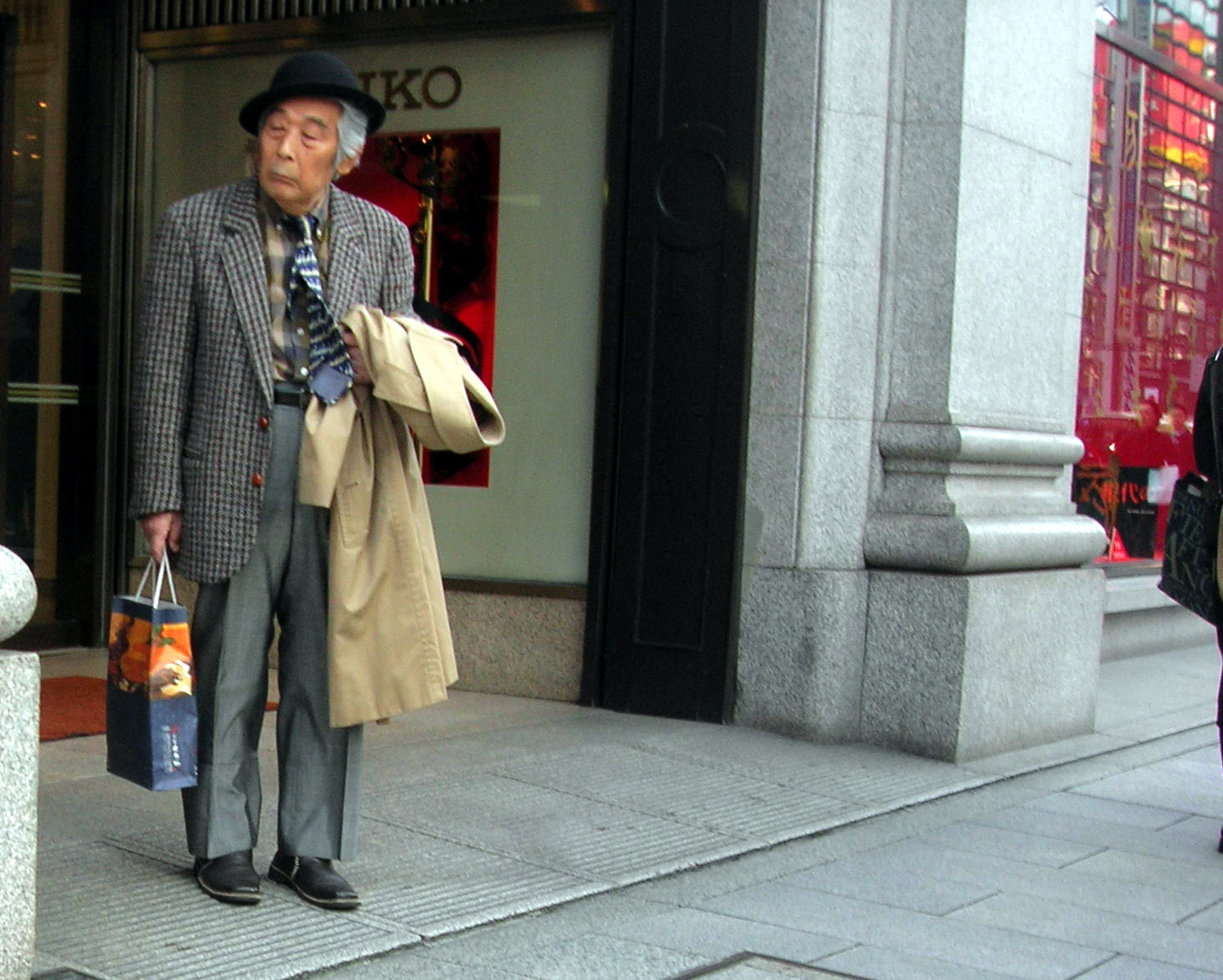
Si prevede che entro il 2060 la popolazione del Giappone costituita dagli ultrasessantacinquenni rappresenterà il 40% della popolazione totale

L'invecchiamento della popolazione in Giappone (高齢化社会?, kōreika shakai) è più veloce rispetto a quello di qualsiasi altra nazione. Secondo una stima riferita al 2016 una persona su quattro possedeva un'età pari o superiore a 65 anni, corrispondente al 27,3% della popolazione totale, la più alta percentuale al mondo. Il drastico invecchiamento della società giapponese, dovuto a fattori quali un basso tasso di fecondità totale, un'aspettativa di vita tra le più elevate al mondo e un'immigrazione quasi assente, ha innescato preoccupazioni circa il futuro economico della nazione e la vitalità del suo stato sociale. Secondo le proiezioni della popolazione con l'attuale tasso di fertilità la popolazione nipponica scenderà dai 128 milioni di abitanti del 2010 a 87 milioni nel 2060.
Il governo del Giappone ha risposto alle preoccupazioni circa i problemi che i cambiamenti demografici possono comportare all'economia e al benessere del paese con politiche volte a riportare a un livello accettabile il tasso di natalità e rendere gli anziani più attivi all'interno della società.

## Dati demografici e stime

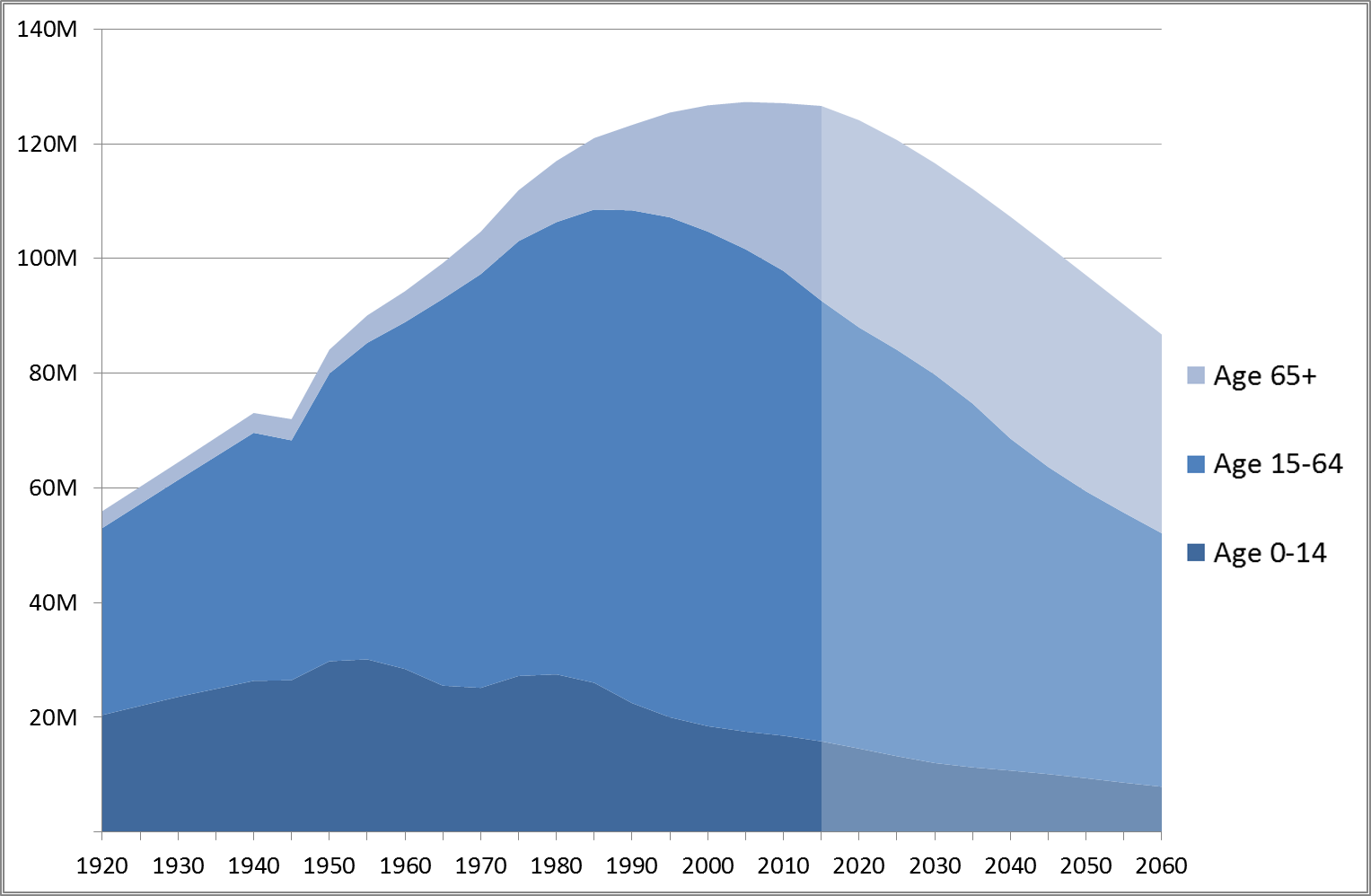
Numero di abitanti in Giappone dal 1920 al 2011 e sua proiezione dal 2011 al 2060

Il Giappone possiede la più alta percentuale di cittadini anziani al mondo, e questo numero è quasi quadruplicato nello spazio di quarant'anni (dagli anni settanta del XX secolo alla metà degli anni dieci del XXI secolo), arrivando a toccare nel 2016 i 34,59 milioni di soggetti con un'età pari o superiore ai 65 anni, cifra corrispondente al 27,3% della popolazione totale.
Nello stesso periodo il numero di bambini (soggetti con un'età pari a 14 anni o inferiore) è diminuita, passando da essere il 24,3% della popolazione nel 1975 al 12,8% nel 2014. Il numero di anziani ha sorpassato il numero di bambini nel 1997. Pur essendoci altri paesi interessati da fenomeni simili, questo cambiamento nella composizione demografica della società giapponese ha avuto luogo in un lasso di tempo più breve che in qualsiasi altra nazione.
Secondo le proiezioni della popolazione con l'attuale tasso di fertilità, gli over 65 rappresenteranno il 40% della popolazione entro il 2060, e la popolazione totale diminuirà di un terzo passando dai 128 milioni del 2010 agli 87 milioni nel 2060. Gli economisti dell'Università del Tōhoku hanno stimato che il Giappone avrà un solo bambino rimanente nel 3776. Queste previsioni hanno convinto il primo ministro Shinzō Abe ad attuare specifiche misure per arrestare il declino della popolazione e stabilizzare il numero di abitanti a 100 milioni.

## Cause
L'invecchiamento della popolazione giapponese è il risultato di uno dei tassi di fertilità più bassi al mondo in combinazione con la più alta aspettativa di vita al mondo (83,7 anni nel 2015). A questo va sommata la reticenza del governo nel permettere una regolare immigrazione che possa sopperire alla mancanza di manodopera e fornire un ricambio generazionale soprattutto in ambito lavorativo.

Tassi di natalità e mortalità in Giappone dal 1950 al 2008

Il tasso di fecondità totale del Giappone (il numero medio di bambini per donna) è stato al di sotto della soglia di sostituzione di 2,1 fin dal 1974 e ha raggiunto un minimo storico di 1,26 nel 2005. Gli esperti ritengono che i segnali di ripresa (l'1,43 del 2013) riflettono la scadenza di un "effetto tempo", e stanno a indicare una variaziazione di abitudini nella tempistica e nella scelta del numero di figli, piuttosto che un qualsiasi cambiamento positivo.
Nel declino delle nascite incide inoltre una serie di fattori economici e culturali: matrimoni più rari o tardivi, scarso equilibrio tra vita e lavoro, una maggiore partecipazione delle donne al mondo del lavoro, un calo dei salari e dell'occupazione a vita sommato a un elevato divario retributivo fra i sessi, diminuzione degli spazi abitativi oltre alle alte spese che comporta crescere un bambino.
Anche se la maggior parte delle coppie sposate possiede due o più figli, un numero sempre maggiore di giovani sceglie di rinviare o di rinunciare del tutto al matrimonio e alla maternità/paternità. Tra il 1980 e il 2010 la percentuale di popolazione che non ha mai contratto matrimonio è aumentata dal 22% a quasi il 30% e, con la popolazione che continua a invecchiare, a partire dal 2035 una persona su quattro non sarà più in grado di sposarsi durante la propria età fertile. A testimoniare la presenza di un vero e proprio fenomeno sociale il sociologo giapponese Masahiro Yamada ha coniato il termine parasite single (パラサイトシングル?, parasaito shinguru) per indicare quei giovani non sposati che scelgono di vivere coi genitori anche dopo aver superato i trent'anni.
L'aspettativa di vita alla nascita è aumentata rapidamente dalla fine della seconda guerra mondiale, quando la media era di 54 anni per le donne e 50 per gli uomini, a seguito di miglioramenti nel campo della medicina e della nutrizione, e la percentuale della popolazione di età compresa tra 65 anni e più è aumentata costantemente dal 1950. L'allungamento dell'aspettativa di vita ha determinato un basso tasso di mortalità almeno fino al 1980, con questo che è risalito a 10,1 per 1000 persone nel 2013, il più alto dal 1950. Le cause principali di morte sono cancro, malattie cardiache e malattie cerebrovascolari, un modello comune delle società industrializzate.

## Conseguenze

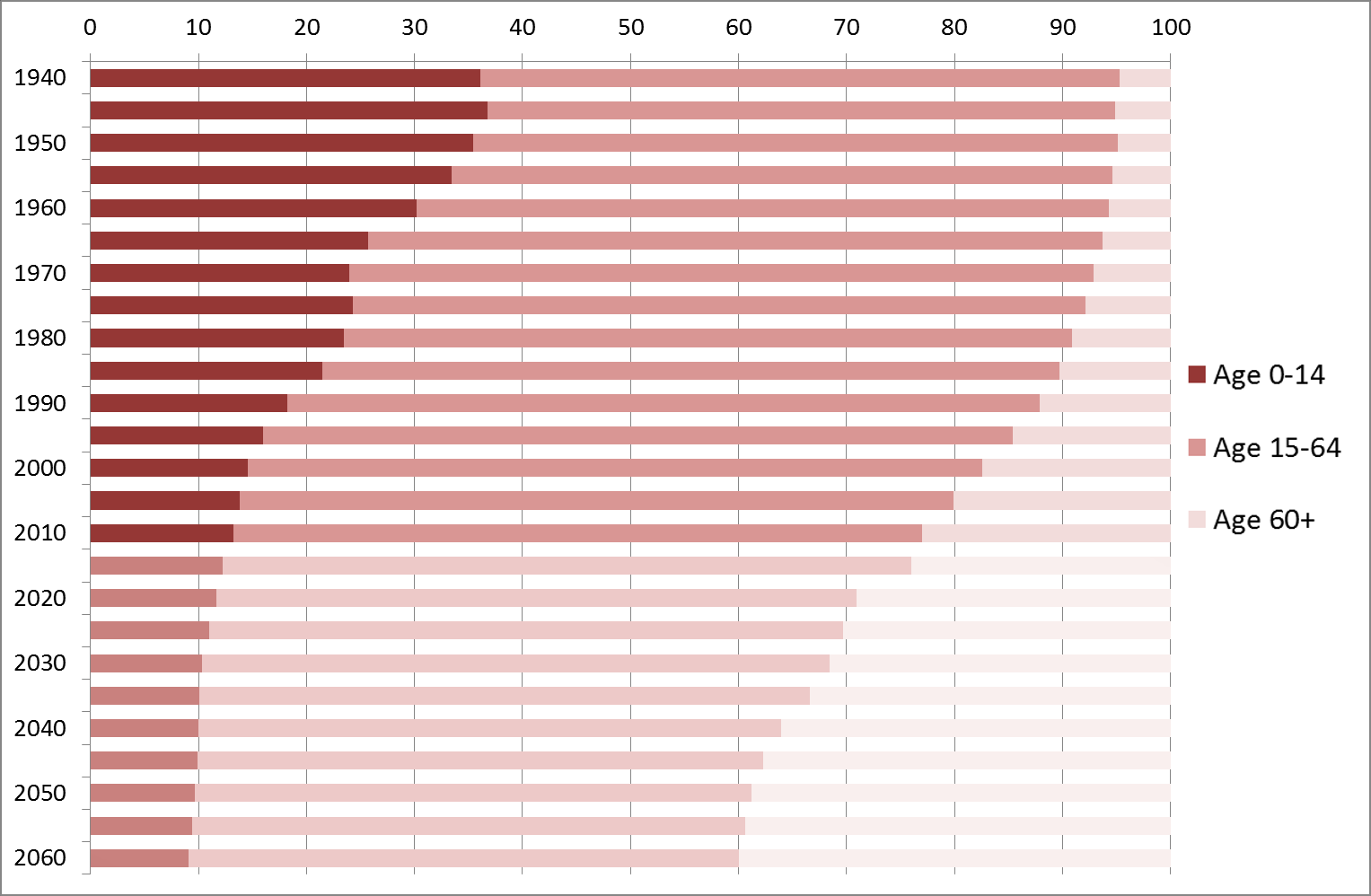
Distribuzione della popolazione del Giappone per classi di età (1940-2010) e sua proiezione (2011-2060)

Le tendenze demografiche stanno alterando i rapporti all'interno e tra le generazioni, creando nuove responsabilità politiche e cambiando molti aspetti della vita sociale dei giapponesi. L'invecchiamento e il declino della popolazione in età lavorativa ha innescato preoccupazioni circa il futuro della forza lavoro della nazione, il potenziale di crescita economica, e la solvibilità dei servizi pensionistici e sanitari nazionali.

### Sociali
Se da una parte una popolazione più piccola potrebbe rendere le affollate aree metropolitane del paese più vivibili, e la stagnazione della produzione economica potrebbe ancora beneficiare di una contrazione della forza lavoro, il basso tasso di natalità e l'alta aspettativa di vita hanno finito per invertire il normale senso della piramide dell'età, con una base di giovani sempre più ristretta a supportare una cima sempre più colma di cittadini anziani. Nel 2014 l'indice di dipendenza (il rapporto tra gli over 65 e i soggetti di un'età compresa tra 15-65 anni, che indica il rapporto tra la popolazione anziana non più attiva a quelle in età lavorativa) era circa del 40%, il che significa che vi sono due anziani inattivi per ogni cinque lavoratori. Questo rapporto dovrebbe aumentare al 60% dal 2036 e raggiungere l'80% circa nel 2060.
Tradizionalmente gli anziani in Giappone si affidano ai figli adulti per il proprio sostentamento, e le politiche del governo ancora incoraggiano la creazione di sansedai kazoku (三世代家族? "famiglie di tre generazioni"), in cui una coppia di sposi si prende cura sia dei bambini che dei genitori. Nel 2015 177.600 persone di età compresa tra i 15 e i 29 anni si occupavano personalmente delle necessità di un membro della famiglia più anziano. Tuttavia, la migrazione dei giovani verso le principali città del Giappone, l'ingresso delle donne nel mondo del lavoro, e il crescente costo delle cure per gli anziani a carico dei giovani hanno richiesto nuove soluzioni, quali case di riposo, residenze sanitarie e programmi sanitari domiciliari. Ogni anno il Giappone chiude 400 scuole primarie e secondarie, trasformando alcune di esse in centri di cura per anziani. Molti anziani vivono da soli e isolati, e ogni anno migliaia di morti passano inosservate per giorni o addirittura settimane, in un fenomeno moderno noto come kodokushi (孤独死? "morte solitaria").

### Politiche
La Grande Area di Tokyo è virtualmente l'unica area del Giappone a essere interessata da una crescita della popolazione, soprattutto a causa della migrazione interna da altre parti del paese. Tra il 2005 e il 2010 trentasei delle quarantasette prefetture del Giappone hanno visto ridurre la propria popolazione del 5%, e molte aree rurali e suburbane sono alle prese con un'epidemia di case abbandonate (8 milioni in tutto il Giappone). Masuda Hiroya, ex ministro per gli affari interni e le comunicazioni che dirige l'organismo privato del Japan Policy Council, ha stimato che circa la metà delle municipaità del Giappone potrebbe scomparire entro il 2040, a causa della migrazione dei giovani verso Tokyo, Osaka, e Nagoya, dove è già concentrata circa la metà della popolazione del Giappone. Come risposta il governo è impegnato nella rivitalizzazione di alcune regioni del paese concentrandosi sullo sviluppo di città importanti quali Sapporo, Sendai, Hiroshima e Fukuoka.
La migrazione interna e il declino della popolazione hanno creato un grave squilibrio nel potere elettorale a livello regionale, dove il peso di un solo voto dipende da dove questo viene espresso. Il voto di chi abita nelle circoscrizioni prefettizie meno popolate finisce per pesare di più di quello delle loro controparti più popolose. Nel 2014 la Corte suprema del Giappone ha dichiarato che le disparità di potere di voto violano la Costituzione, ma il partito conservatore al potere, che fa affidamento sugli elettori più anziani delle aree rurali, non si occupò immediatamente di ridefinire le suddette circoscrizioni.
La percentuale sempre maggiore di persone anziane sta avendo un notevole impatto sulla spesa pubblica. Non più tardi degli inizi degli anni settanta del XX secolo, il costo delle pensioni pubbliche, sanità e servizi sociali per gli anziani era pari a solo circa il 6% del reddito nazionale del Giappone. Nel 1992 la parte del bilancio nazionale destinata a tali propositi è salita al 18%, e si prevede che entro il 2025 le spese per il benessere sociale equivarranno al 28% del reddito nazionale. 
A causa dell'aumento dell'incidenza di malattie croniche dovute all'età si prevede che assistenza sanitaria e sistemi pensionistici verranno messi a dura prova. A metà degli anni ottanta il governo ha cominciato a rivalutare i relativi oneri del governo e del settore privato nel campo dell'assistenza sanitaria e delle pensioni, stabilendo precise politiche di controllo dei costi governativi per questi programmi.

### Economiche

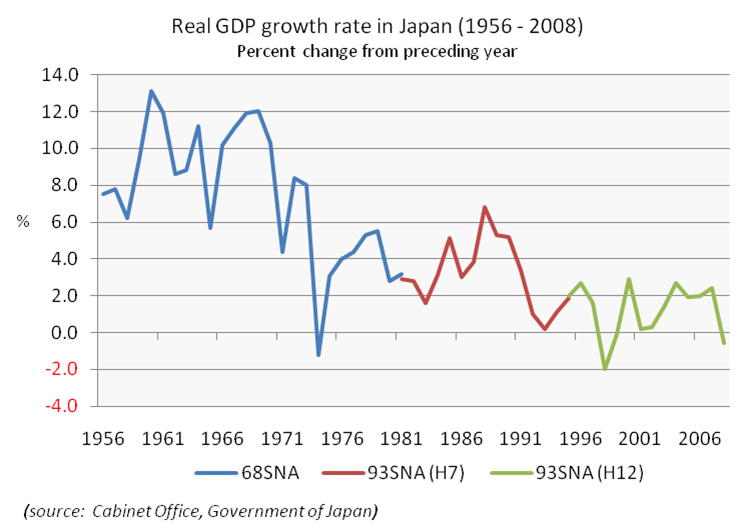
Andamento nel tempo del PIL reale in Giappone (1956-2008)

Dagli anni ottanta in poi l'invecchiamento della forza lavoro e la carenza di giovani lavoratori hanno finito per cambiare le caratteristiche del lavoro in Giappone, dalle prassi occupazionali fino alle pensioni, passando per la sempre maggiore partecipazione delle donne. Nel 2002 l'Ufficio del censimento statunitense ha stimato che il Giappone avrebbe sperimentato una riduzione del 18% della sua forza lavoro e una riduzione dell'8% dei suoi consumatori entro il 2030, ma il mercato del lavoro giapponese è già sotto pressione per soddisfare la richiesta di lavoratori, con 125 posti di lavoro per ogni 100 in cerca di lavoro alla fine del 2015, conseguenza di come le generazioni più anziane vadano in pensione e quelle più giovani fatichino a rimpiazzarle.
La carenza di manodopera negli anni ottanta e novanta ha portato molte aziende giapponesi ad aumentare l'età di pensionamento obbligatoria da 55 anni fino a 60 o 65 anni, e molte consentono ai loro dipendenti di continuare a lavorare anche dopo il ritiro ufficiale. Il numero sempre maggiore di persone in età da pensionamento ha messo a dura prova il sistema pensionistico nazionale. Nel 1986 il governo aumentò da 60 a 65 anni l'età per poter usufruire delle prestazioni pensionistiche, e le carenze del sistema hanno incoraggiato molte persone in età pensionabile a rimanere nel mondo del lavoro, portandone di conseguenza altre sulla soglia della povertà. Si ritiene che l'età di pensionamento possa aumentare ancora di più in futuro: uno studio della Divisione della popolazione delle Nazioni Unite pubblicato nel 2000 ha stimato che il Giappone avrebbe bisogno di aumentare la sua età pensionabile a 77 anni (o consentire l'immigrazione netta di 17 milioni di persone entro il 2050) per mantenere lo stesso rapporto lavoratori-pensionati osservato, per esempio, nel 1995, quando vi erano 4,8 lavoratori per ogni pensionato.
I settori meno attraenti, come l'agricoltura e l'edilizia, sono più minacciati di altri: l'età media di un contadino in Giappone è di 70 anni e, mentre circa un terzo dei lavoratori edili ha 55 anni o più — tra i quali molti si aspettano di andare in pensione entro il 2025 circa — solo uno su dieci ha meno di 30 anni.
Il declino della popolazione in età lavorativa potrebbe portare a una contrazione dell'economia giapponese se non si dovesse verificare un aumento della produttività superiore al tasso di invecchiamento della forza lavoro. L'OCSE stima che simili carenze di manodopera in Austria, Germania, Grecia, Italia, Spagna e Svezia porteranno a una perdita di 0,4 punti percentuali nell'economia dell'Unione europea nel periodo compreso tra l'anno 2000 e il 2025, dopo di che tale mancanza costerà alla UE 0,9 punti percentuali l'anno. In Giappone la carenza di manodopera avrà ripercussioni sulla crescita economica del paese causando una perdita di 0,7 punti percentuali all'anno fino al 2025, prima di sperimentare anch'esso una perdita di 0,9 punti percentuali l'anno.

## Risposta del governo
La risposta del governo giapponese in materia di politiche previdenziali riguardo al fenomeno dell'invecchiamento demografico è rappresentata dalla volontà di riportare a un livello accettabile il tasso di natalità e nel contempo trarre di più dalla quota di popolazione rappresentata dalle persone in età lavorativa, soprattutto donne e anziani. Tra gli incentivi rivolti a coloro che scelgono di formare una famiglia rientrano i sussidi per l'assistenza all'infanzia, agevolazioni per chi sceglie di avere figli e un servizio di incontri sponsorizzato dallo Stato. Grandi sforzi sono stati fatti nel tentativo di coinvolgere più donne nel mondo del lavoro, attraverso la concessione di congedi di maternità più lunghi e protezione legale per i casi di discriminazione durante il periodo di gravidanza, fenomeno conosciuto in Giappone come matahara (マタハラ?). Tuttavia, la Womenomics, la serie di politiche volte a portare più donne nel mondo del lavoro come parte del piano di ripresa economica del primo ministro Shinzō Abe, ha fatto fatica a superare le barriere culturali e gli stereotipi radicati nella società nipponica.
Particolare attenzione è stata riservata inoltre al miglioramento dell'equilibrio vita-lavoro, creando un ambiente ottimale per convincere le coppie ad avere più figli con il passaggio di una legge ad hoc nel giugno 2010. La legge concede ai padri l'opportunità di richiedere fino a otto settimane di congedo dopo la nascita di un bambino e consente ai dipendenti con i bambini in età prescolare le seguenti concessioni: fino a cinque giorni di congedo in caso di infortunio di un bambino o di malattia, limiti sulla quantità di ore di lavoro straordinario al di sopra delle 24 ore al mese, limiti sui turni a tarda notte, oltre a orari di lavoro più flessibili in base alle esigenze del dipendente.
Tra gli obiettivi della legge vi sono l'incremento, entro il 2020, del tasso di occupazione femminile (dal 65% al 72%), la diminuzione della percentuale di dipendenti che lavorano più di 60 ore alla settimana (dal'11% al 6%), l'incremento del tasso di utilizzo delle ferie annuali retribuite (dal 47% al 100%), l'incremento dell'utilizzo del periodo di congedo di maternità (dal 72% al 80% per le donne e dallo 0,6% al 10% per gli uomini), e l'aumento del numero di ore dedicate dagli uomini alla custodia dei bambini e ai lavori domestici nelle famiglie con un bambino sotto i sei anni di età (da 1 ora a 2,5 ore al giorno).
Infine sono state intraprese diverse campagne di sensibilizzazione in favore dell'immigrazione, tra cui la naturalizzazione di circa 15.000 nuovi cittadini giapponesi all'anno, dei quali la maggior parte cinesi e coreani. Tuttavia sia l'opinione pubblica che la classe politica giapponese continuano a vedere di cattiva luce l'immigrazione straniera; nel 2005 l'ex primo ministro giapponese Tarō Asō descrisse il Giappone come una nazione di «una razza, una civiltà, una lingua e una cultura».

## Comparazioni con altri paesi
La popolazione giapponese invecchia più velocemente di qualsiasi altra al mondo. La percentuale di persone con 65 anni o più anziane è all'incirca raddoppiata nello spazio di 24 anni, passando dal 7,1% del 1970 al 14,1% del 1994. In Italia ci sono voluti 61 anni, in Svezia 85 anni, mentre la Francia ha visto raddoppiare la sua percentuale di anziani in 115 anni. Il Giappone è anche il paese con il più alto numero di centenari al mondo (65.692 nel 2016, 51,68 ogni 100.000 persone). Quasi un centenario su cinque vive in Giappone, e l'87% di questi sono donne.
A differenza del Giappone, una politica più aperta in fatto di immigrazione ha permesso ad Australia, Canada e Stati Uniti di accrescere la propria forza lavoro, nonostante i bassi tassi di fertilità. L'immigrazione come soluzione al declino della popolazione è stata spesso respinta dai leader politici giapponesi e dall'opinione pubblica in generale. Paura della criminalità straniera, desiderio di preservare le tradizioni culturali e la propria omogeneità etnico-culturale e razziale costituiscono i principali motivi del basso tasso di immigrazione del paese nipponico.
In termini di popolazione il Giappone è la nazione più "vecchia" della Terra, ma anche altri paesi dell'Europa e dell'Asia orientale evidenziano un andamento simile. Nel 2050 Spagna e Italia vedranno salire la percentuale di popolazione con più di 65 anni fino al 34% e al 33% rispettivamente, e lo stesso accadrà in Germania. In Cina, dopo decenni di modernizzazione e di politica del figlio unico, la popolazione potrebbe raggiungere il proprio picco già nel 2020. In Corea del Sud, dove il tasso di fertilità si colloca spesso tra i più bassi dell'OCSE (1,21 nel 2014), è previsto il picco della popolazione per il 2030. Stati più piccoli come Singapore, Taiwan e Hong Kong stanno anch'essi lottando per aumentare i tassi di fertilità scesi ai minimi storici e cercando di gestire al meglio l'invecchiamento della popolazione. Più di un terzo degli anziani nel mondo vive in Asia orientale e nella zona del Pacifico, e molte delle preoccupazioni economiche sollevate dal Giappone possono essere proiettate in futuro al resto della regione.

### Argomenti correlati al Giappone
- Condizione della donna in Giappone
- Demografia del Giappone
- Economia del Giappone
- Kodokushi
- Parasite single
- Sanità in Giappone
- Terza età in Giappone
- Ubasute

### Argomenti generali correlati
- Invecchiamento della popolazione
- Stati per popolazione
- Womenomics